# Peter Mazur
Peter Mazur (né à Vienne, Autriche le 11 décembre 1922, mort à Lausanne, Suisse, le 15 aout 2001) est un physicien néerlandais. Il est l'un des fondateurs de la thermodynamique hors équilibre.
Il est le père de Eric Mazur.

## Biographie
Peter Mazur étudie au lycée français de Vienne[réf. nécessaire]. Pour échapper au régime national-socialiste, sa famille part en Suisse puis à Paris où il fréquente le lycée Janson de Sailly. En 1939, il va à La Haye. À partir de 1940, il se cache en divers endroits aux Pays-Bas.
À la fin de la guerre, il étudie la chimie à l'université d'Utrecht où il obtient un doctorat en 1951 sous la direction de Sybren Ruurds de Groot.
Après un stage de post-doctorat à l'université du Maryland en 1953, il devient professeur associé à l'université de Leyde en 1953. Professeur titulaire en 1961, il prend la tête de l'Institut de physique théorique en 1963 en remplacement de de Groot, jusqu'à l'émeritat en 1988.
Il est connu pour tous ses travaux sur la thermodynamique hors équilibre pour les systèmes classiques et quantiques.

## Distinctions
- Membre du comité directeur de l'Union internationale de physique pure et appliquée (1966–84),
- Membre du comité directeur de la Fondation néerlandaise pour la recherche fondamentale sur la matière (1970–85),
- Membre de l'Académie royale néerlandaise des arts et des sciences[2] (1970),
- Chevalier de l'Ordre du Lion néerlandais par la reine Béatrice (1987).

## Ouvrage
- (en) S.R. de Groot et P. Mazur, Non-Equilibrium Thermodynamics, Dover, 2011, 510 p. (ISBN 978-0-486-64741-8 et 0-486-64741-2, lire en ligne)